# مار قرمز (فیلم ۲۰۰۳)
مار سرخ (به انگلیسی: Red Serpent) یک فیلم اکشن آمریکایی-روسی به کارگردانی ژینو تاناسسکو که در سال ۲۰۰۳ یه صورت ویدیویی منتشر شد.

## بازیگران
- اولگ تاکتاروف - سرگئی پوپوف
- مایکل پاری - استیو نیکولز
- روی شایدر - حسن آکا «مار قرمز»
- ایرینا آپکسیموا - آیگل
- الکساندر نوسکی - پیتر آکا
- آنا آرتیسباسوا - کیت نیکولز

## تولید
این فیلم در مسکو (روسیه) و ایالات متحده فیلم‌برداری شد.